# Eiphosoma gollum
Eiphosoma gollum là một loài tò vò trong họ Ichneumonidae.